# La Fragosa (torera)
Dolores Sánchez apodada «La Fragosa» (Sevilla, 25 de septiembre de 1866- ?) fue una torera española del siglo XIX destacó por ser de las primeras mujeres toreras que llevaba y toreaba con una cuadrilla formada solo por hombres y no por mujeres como era lo habitual en la época. Entre los toreros que formaron  su cuadrilla destacó el banderillero Rafael Sánchez El Bebé, que posteriormente fue un conocido matador de toros. Fue la única mujer que toreó desde 1838 en que lo hiciera Martina García y 1895 año en el que Mariano Armengol presentó a las  señoritas toreras en Barcelona con las mojigangas.

## Biografía
Muriel Feiner en su obra La mujer en el mundo del toro (1995) indica que Dolores Sánchez, La Fragosa pudo nacer en Guillena (Sevilla), sin embargo según menciona la misma autora, la revista La verdad Taurina cita que la torera nació el 25 de septiembre de 1886 en la calle Larga número 24 del sevillano Barrio de Triana, esta última información también se publicó en El Telegrama de loterías y toros (26 de julio de 1886).
Hija de Juan Sánchez y Francisca, comerciantes ambulantes, al nacer Dolores se trasladaron a La Línea (Cádiz) donde residieron hasta que Dolores cumplió doce años. Es en La Línea (Cádiz) donde Dolores Sánchez muestra su afición por las corridas de toros y la equitación, practicándola en las caballerizas que sus padres tenían para el transporte de mercancías. En 1878 toda la familia traslada su residencia a Sevilla, donde la torera trabajó de costurera en algunas de las tiendas sevillanas. A través de la afición a la equitación se relaciona con aficionados taurinos de Sevilla con los que salía a lidiar becerros a las afueras de la ciudad, al poco tiempo conoce a diferentes ganaderos. En 1884 fue invitada a pedir la llave de toriles —rito simbólico con el que el presidente de la plaza de toros entrega la llave que abre la puerta de los chiqueros o "toriles" para que salga el toro— en una corrida celebrada en Jerez de la Frontera y en otra en Sanlúcar de Barrameda, ambas verificadas.
La Fragosa debutó en 1885 como becerrista en la plaza de toros de Constantina (Sevilla), repitió actuación en las plazas de toros de Aral, la de Alcalá de Guadaira y la plaza de toros de Jaén donde fue ovacionada por los aficionados. Tras estas actuaciones la torera decidió dedicarse profesionalmente al toreo de forma que  en 1886 ya actuaba en diferentes novilladas entre ellas la del 9 de mayo en la plaza de toros de Jaén, el 23 de mayo en Córdoba en la plaza de toros de los Tejares; en la plaza de toros de Baeza (Jaén) el 13 de junio, compartiendo cartel con Ángel Villar Villarito y Antonio Pérez El Espartero —no confundir con Manuel García Cuesta  El Espartero (1865)—;  toreó en la cuarta plaza de plaza de toros de la Hoyanca de Cádiz el 15 de junio con Antonio Escobar El Boto y con José Peña Peñita incluso repitió en la ciudad gaditana el 1 de agosto del mismo año compartiendo terna con Ángel Villar Villarito, los hermanos Guerrita y Manuel Martínez Diterlet Manene como banderilleros. La Fragosa toreó además en la plaza de toros de Valdepeñas (24 de junio de1866 ), en la de Sevilla (22 de julio de 1886), repitió en la plaza de toros de Tejares en Córdoba (25 de julio de 1866), en la plaza de toros de Úbeda, plaza de toros de Andújar, la de Montoro, en la plaza de toros de Antequera, Granada (plaza de toros del Triunfo), en la plaza de toros de la Malagueta (Málaga) y en la plaza de toros de Valencia entre otras.
Debutó el 29 de junio de 1886 en Madrid en la desaparecida plaza de toros del Puente de Vallecas —de madera—, anunciada junto al banderillero y también debutante Rafael Sánchez, El Bebé integrante la cuadrilla de La Fragosa. El 21 de agosto de 1886 volvió a actuar en la  plaza de toros del Puente de Vallecas junto con La Espartera, donde ambas toreras resultaron cogidas.
La Fragosa realizó innovaciones en el toreo femenino como la de vestir el traje de luces igual que los toreros, en lugar de usar la falda corta que usaban las toreras hasta la fecha o la de contar para torear con el apoyo de una cuadrilla propia integrada completamente por hombres. Fue imitada por otras toreras posteriores como La Rubia,  logró tener un elevado número e importantes contratos durante el tiempo que se mantuvo en activo como torera —entre cinco y seis años—, considerada una torera con valor y talento, unas cualidades que se mencionan en diferentes medios de información taurinos del siglo XIX como En la crónica de Eduardo de Palacio,s Sentimientos  en un artículo en el Imparcial (22 de julio de 1866) titulado Las Diestras; o el artículo publicado en 1886 en El Telegrama de loterías y toros  (26 de julio de 1886) donde además se publica un extenso poema escrito por Un barbián de Triana con motivo de la presentación de la torera en la plaza de toros de Sevilla el 22 de julio de 1886.

## Controversia
Sobre con quien contrajo matrimonio La Fragosa, existen diferentes datos, José María de Cossío en su obra Los toros indica que la torera se casó con Antonio Escobar El Boto, información recogida en la publicación El Ruedo, semanario gráfico de los toros (Año VII Número 335 - 23 de noviembre de 1950), y en El Ruedo, semanario gráfico de los toros (año X, Número 461 del 23 de abril de 1953);  mientras que Muriel Feiner en su obra La mujer en el mundo del toro (1995) cita que, según otros autores —sin mencionar sus nombres—, La Fragosa estaría casada con Rafael Sánchez El Bebé con el que tuvo a su hijo el 4 de septiembre de 1887 del que no se menciona nada más.

## Críticas
Fueron varios los cronistas taurinos, toreros y aficionados los que criticaron con dureza a la torera, incluso escribiendo coplas burlonas sobre ella, algunos toreros llegaron incluso a considerar a La Fragosa como una amenaza dentro de las profesión. Entre los detractores se encontró José Sánchez de Neira quien al mencionar la rivalidad entre La Fragosa y Carmen Lucena La Garbancera, duda de la necesidad de la existencia de mujeres en el mundo de los toros.  El crítico taurino Ángel Caamaño «El Barquero» le dedicó un poema burlesco en el que la censuraba:

En vez de dedicarse a planchadora

o hacerse lavanera
se dedicó al toreo esta señora
y, al fin, se hizo torera.
Cada cual tiene un gusto diferente
y así vamos tirando:
pero yo lo que opino es, francamente,

que estaría mejor Lola fregando. en el que
Ángel Caamaño